# Nurmaanjärvi
Nurmaanjärvi är en sjö i Finland. Den ligger i kommunen Kouvola i landskapet Kymmenedalen, i den södra delen av landet, 150 km nordost om huvudstaden Helsingfors. Nurmaanjärvi ligger 76,8 meter över havet. I omgivningarna runt Nurmaanjärvi växer i huvudsak blandskog. Arean är 1,63 kvadratkilometer och strandlinjen är 12,16 kilometer lång. Sjön  ingår i Kymmene älvs huvudavrinningsområde. 